# Walter Edmond Clyde Todd
Walter Edmond Clyde Todd (Smithfield, Condado de Jefferson (Ohio), 6 de septiembre de 1874 – Beaver (Pensilvania), 25 de junio de 1969), más conocido como W.E. Clyde Todd, fue un ornitólogo estadounidense.

## Carrera laboral
En 1891 Todd abandonó sus estudios en el Geneva College de Beaver Falls, para ocupar un puesto como mensajero de Clinton Hart Merriam en el Departamento de Agricultura de Estados Unidos, donde su primer trabajo fue la clasificación y catalogación de una colección de los estómagos de aves conservadas en alcohol. En Washington se encontró con muchos destacados científicos. como Robert Ridgway, a quien tomó como modelo a seguir.
Descontento con su trabajo para el gobierno, en 1898 Todd se vinculó al incipiente Museo Carnegie de Historia Natural, en Pittsburgh, para recolectar especímenes de aves en el oeste de Pensilvania. Pronto se unió al museo como asistente, y allí permaneció el resto de su vida laboral, que se prolongó mucho más allá de la edad normal de jubilación.
Continuó con el trabajo de campo en Pensilvania, y más tarde en el noreste de Canadá, y posteriormente produjo dos grandes obras: Aves del Oeste de Pensilvania (1940) y Pájaros de la península de Labrador y zonas adyacentes (1963), junto con muchas descripciones de los nuevos taxones y estudios sistemáticos sobre la base de la creciente colección de aves neotropicales del Museo.
Especialidad de Todd fue el Ártico, pues participó en más de veinte expediciones antes de escribir sobre las aves de la península del Labrador. Él eligió el Ártico luego de un brote de malaria que contrajo mientras trabajaba en Washington, lo que le impidió después trabajar en climas tropicales.
A pesar de su incapacidad para hacer trabajo de campo en América del Sur, su primer libro se llamó Los pájaros de Santa Marta, que se centró en una región particular de Colombia. Todd se basó enteramente en las colecciones de plumas de aves que había acumulado en el Museo Carnegie, pero aun así ganó en 1925 la Medalla Brewster, por este trabajo en conjunto con Melbourne Armstrong Carriker.

## Actividades académicas y sociales
Fue por mucho tiempo miembro de la American Ornithologists' Union, de la cual fue elegido miembro emérito en 1968. También se distinguió por sus iniciativas locales para la conservación de la naturales y la filantropía. En su libro Aves del Oeste de Pennsylvania y su folleto (publicado post mortem) Las aves de la región de Buffalo Creek, muestra tanto su amor por la ecología, como un presentimiento acerca de temas tales como la expansión urbana, el calentamiento global, y la fragmentación del hábitat. También fue un crítico abierto de colecciones privadas y de museos que acumulan varias versiones de la misma ave o huevos de ave, denunciando estas prácticas como un desperdicio que no contribuir al estudio de las aves.
Aunque se casó, enviudó pronto y no tuvo hijos. Como resultado, dedicó una cantidad considerable de recursos personales para la conservación de la zona donde había pasado gran parte de su infancia, el ñpoblado de Buffalo, en el condado de Butler. En 1942, compró 71 acres en el sitio donde estuvo la granja de su abuelo, donde había hecho su primer descubrimiento ornitológico importante. Donó esta tierra a la Sociedad Audubon de Pensilvania occidental (ASWP), con la propuesta de convertirla en una reserva natural. La Sociedad acogió sus deseos y en 1956 Todd donó otros 61 acres, al sur de su donación inicial. La ASWP continuó ampliando la reserva natural y a partir de 2009 contó con 224 acres (0,91 km²) y ahora se llama Reserva Natural Todd y está abierta al público el amanecer hasta el anochecer durante todo el año (con la excepción de la temporada de caza en noviembre y diciembre).

## Obra
- Walter Edmond Clyde Todd, Willis W. Worthington. A contribution to the ornithology of the Bahama Islands, Anna. of the Carnegie Museum, 1911

- Arnold Edward Ortmann, Herbert Osborn, John Brooks Henderson, Thomas Barbour, Walter Edmond Clyde Todd. Contributions to the natural history of the Isle of Pines, Cuba, Board of trustees of the Carnegie institute, 1917

- Walter Edmond Clyde Todd, Melbourne Armstrong Carriker: The birds of the Santa Marta region of Colombia: a study in altitudinal distribution, Carnegie Institute, 1922, vol. 14 de Ann. of the Carnegie Museum, ed. 111 de Publications of the Carnegie Museum

- Walter Edmond Clyde Todd, George Miksch Sutton. Birds of western Pennsylvania, Univ. of Pittsburgh Press, 1940

- Herbert Friedmann, junior, Walter Edmond Clyde Todd. A study of the gyrfalcons with particular reference to North America, The Willson Bulletin, 59, 1947

- The birds of Erie and Presque Island, Erie county, Pennsylavania, Carnegie Institute, 1904

- The mammal and bird fauna of Beaver County, Pennsylvania, History of Beaver County, 1904

- A new warbler from the Bahama Islands, Washington Biological Soc. 22, 1909

- Two new woodpeckers from Central America, Washington Biological Soc. 23, 1910

- The Bahaman species of Geothlypis, The Auk, 28, 1911

- Descriptions of Seventeen new Neotropical Birds, , VIII, N.º. 2, 1912

- A Revision of the Genus Chaemepelia, Annals of the Carnegie Museum, VIII, 1913

- Preliminary Diagnoses of Apparently New South American Birds, Washington Biological Soc. XXVIII, 1915

- The birds of the Isle of Pines, Pittsburgh, 1916

- On dysithamnus mentalis and its allies, Bull. of the American Museum of Natural History 35, 1916

- A study of the neotropical finches of the genus Spinus, Ann. of the Carnegie Museum 27, 1926

- Five new Manakins from South America, Biological Society of Washington, 41, 1928

- List of types of birds in the collection of the Carnegie Museum, Carnegie Institute, 1928

- A revision of the wood-warbler genus Basileuterus and its allies, United States National Museum, vol. 74 y 77, 1929

- New South American Birds, Ann. of the Carnegie Museum, Vol. 25, 1937

- Eastern races of the Ruffed Grouse, The Auk, 57, 1940

- List of the Tinamous in the collection of the Carnegie Museum, Ann. of the Carnegie Museum 29, 1942

- List of the hummingbirds in the collection of the Carnegie Museum, Ann. of the Carnegie Museum 29, 1942

- Critical remarks on the races of the Sharp-tailed Sparrow, Ann. of the Carnegie Museum 29, 1942

- Blue-winged Warbler in Schenley Park, Cardinal, 6, 1943

- Critical remarks on the trogons, Biological Soc. of Washington, 56, 1943

- Two new birds from tropical America, Biological Soc. of Washington, 56, 1943

- Critical remarks on the toucans, Biological Soc. of Washington, 56, 1943

- The western element in the James Bay avifauna, Canadian Field-Naturalist, 57, 1943

- Studies in the jacamars and puff-birds, Ann. of the Carnegie Museum, 30, 1943

- Avifaunal changes in western Pennsylvania, Ruffed Grouse, 1, 1944

- Ungava and the Barren Grounds, Carnegie Magazine, 19, 1945

- A new gnatcatcher from Bolivia, Biological Soc. of Washington, 59, 1946

- Critical notes on the woodpeckers, Ann. of the Carnegie Museum, 30, 1946

- Further note on the Ramphastos ambiguus of Swainson, Biological Soc. of Washington, 60, 1947

- The case of the Yellow Warbler, The Auk, 64, 1947

- A new name for Bonasa umbellus canescen, The Auk, 64, 1947

- New South American parrots, Ann. of the Carnegie Museum, 30, 1947

- The Venezuelan races of Piaya cayana, Biological Soci. of Washington, 60, 1947

- Two new South American pigeon, Biological Soc. of Washington, 60, 1947

- Two new owls from Bolivia, Biological Soc. of Washington, 60, 1947

- Notes on the birds of southern Saskatchewan, Ann. of the Carnegie Museum, 30, 1947

- Systematics of the White-crowned Sparrow, Biological Soc. of Washington, 61, 1948

- A new booby and a new ibis from South America, Biological Soc. of Washington, 61, 1948

- Critical remarks on the wood-hewers, Ann. of the Carnegie Museum, 31, 1948

- Critical remarks on the oven-birds, Ann. of the Carnegie Museum, 31, 1948

- The odyssey of the Robin, Carnegie Magazine, 22, 1949

- Nomenclature of the White-fronted Goose, Condor, 52, 1950

- A northern race of Red-tailed Hawk, Ann. of the Carnegie Museum, 31, 1950

- A new race of Hudsonian Chickadee, Ann. of the Carnegie Museum, 31, 1950

- Critical notes on the cotingas, Biological Soc. of Washington, 63, 1950

- Two apparently new oven-birds from Colombia, Biological Soc. of Washington, 63, 1950

- The northern races of Dendrocolaptes certhia, J. of the Washington Academy of Sci. 40, 1950

- New tyrant flycatchers from South America, Ann. of the Carnegie Museum, 32, 1952

- Edmund Arthur's ornithological work, Ruffed Grouse, 3, 1952

- My indelible memory of Bird Rock, Carnegie Magazine, 26, 1952

- A taxonomic study of the American dunlin (Erolia alpina subspp.) J. of the Washington Academy of Sci. 43, 1953

- Further taxonomic notes the White-crowned Sparrow, The Auk, 70, 1953

- A new gallinule from Bolivia, Biological Society of Washington, 67, 1953

- Taxonomic comment on races of Leach Petrel of the Pacific Coast, Condor, 57, 1955

- Acadian Flycatcher, a new bird for British Columbia, Condor, 59, 1957

- The Newfoundland race of the Gray-cheeked Thrush, Canadian Field-Naturalist, 72, 1958

- Review of Pennsylvania birds. An annotated list, by Earl L. Poole, The Auk, 83, 1966

- Birds of the Buffalo Creek region, Armstrong and Butler Counties, Pennsylvania: including the Todd Sanctuary area, Audobon Society of Western Pennsylvania, 1972

- Birds of the Labrador Peninsula and adjacent areas: a distributional list, Carnegie Museum, 1980, ISBN 978-0-931130-06-9

## Abreviatura (zoología)
La abreviatura Todd  se emplea para indicar a Walter Edmond Clyde Todd como autoridad en la descripción y taxonomía en zoología.

## Literatura
- Keir B. Sterling u. a. (ed.) Biographical dictionary of American and Canadian naturalists and environmentalists. Greenwood Press, Westport CT 1997, ISBN 0-313-23047-1, pp. 776 ff
- Bo Beolens, Michael Watkins. Whose Bird? Common Bird Names and the People They Commemorate. Yale University Press, New Haven CT 2004, ISBN 0-300-10359-X, pp.. 339
- Barbara Mearns, Richard Mearns. The Bird Collectors. Academic Press, San Diego CA 1998, ISBN 0-12-487440-1, pp. 160 ff
- Kenneth C. Parkes: In memoriam: Walter Edmond Clyde Todd. In: The Auk. 87, 4, October 1970, S. 635–649 en línea PDF 908 kB